# Шалыпы (Калинковичский район)
Шалыпы (бел. Шалыпы) — деревня в Дудичском сельсовете Калинковичского района Гомельской области Беларуси.

## География

### Расположение
В 9 км на север от районного центра и железнодорожной станции Калинковичи (на линии Гомель — Лунинец), 132 км от Гомеля.

### Гидрография
На западе мелиоративные каналы.

## Транспортная сеть
Транспортные связи по просёлочной, затем автомобильной дороге Гомель — Лунинец. Планировка состоит из криволинейной широтной улицы, которая на западе раздваивается и к ней присоединяется с юга короткая прямолинейная улица. Застройка двусторонняя, деревянная усадебного типа.

## История
По письменным источникам известна с XIX века как деревня в Дудичской волости Речицкого уезда Минской губернии. С 1883 года поместье во владении Горватов. Согласно переписи 1897 года действовал хлебозапасный магазин. В 1912 году открыта школа, которая разместилась в наёмном крестьянском доме, а в начале 1920-х годов для неё было выделено национализированное здание.
В 1930 году организован колхоз «Звезда», работали ветряная мельница, начальная школа (в 1935 году 136 учеников). Во время Великой Отечественной войны в октябре 1943 года оккупанты сожгли 107 дворов и убили 19 жителей. 40 жителей погибли на фронте. Согласно переписи 1959 года в составе совхоза «Дудичи» (центр — деревня Дудичи), располагались отделение связи, 9-летняя школа, библиотека, фельдшерско-акушерский пункт, магазин.

## Население

### Численность
- 2004 год — 78 хозяйств, 180 жителей.

### Динамика
- 1834 год — 23 двора.
- 1897 год — 47 дворов 291 житель (согласно переписи).
- 1909 год — 57 дворов, 359 жителей.
- 1940 год — 108 дворов, 432 жителя.
- 1959 год — 401 житель (согласно переписи).
- 2004 год — 78 хозяйств, 180 жителей.